# Luciano Sušanj
Luciano Sušanj (Rijeka, 10. studenoga 1948. – Rijeka, 14. travnja 2024.) bio je hrvatski političar, športski djelatnik i bivši atletičar. Aktualni je hrvatski rekorder na 800 m te 400 m u dvorani i bivši rekorder na 400 m.

## Atletska karijera
Najbolje je poznat kao dobitnik zlatne medalje na Europskom prvenstvu u Rimu 1974. godine u utrci na 800 metara. Njegov matični klub bio je AK Kvarner. Atletikom se počeo baviti sa 16 godina.
Prvi hrvatski atletičar koji je 800 m otrčao ispod 1:45 (1974.). i zajedno sa Josipom Alebićem prvi koji je 400m otrčao ispod 46 sekundi (1973.).
Državni rekord na 800 m trajao je 51 godinu.

## Politička karijera
U 1990-ima započinje političku karijeru. Od 2000. do 2014. godine bio je predsjednik Hrvatskog atletskog saveza. Bio je dopredsjednik HOO-a.
Bio je jedan od osnivača hrvatske regionalne stranke Primorsko-goranskog saveza, saborski zastupnik od 1990. do 1992. godine i 2001. godine, a bio zamjenik gradonačelnika Rijeke od 1997. do 2005. godine.

## Priznanja i nagrade
- 1974.: Proglašen je i najboljim športašem Hrvatske u izboru SN.
- 1989.: Republička nagrada za fizičku kulturu.[13]
- 2002.: Proglašen je najboljim hrvatskim atletičarom u povijesti.[14]
- 2016.: Državna nagrada za šport "Franjo Bučar", za životno djelo.[13]

## Galerija
- Lucijano Sušanj snimljen na stadionu Kantrida

## Posljednje počivalište
Luciano Sušanj pokopan je 16. travnja 2024. godine u 14:30 sati na riječkom Groblju Kozala.

## Vanjske poveznice
- Profil na IAAF-ovim službenim stranicama (engl.)